# Янушевиці (Великопольське воєводство)
Янушевиці (пол. Januszewice) — село в Польщі, у гміні Ґраново Ґродзиського повіту Великопольського воєводства.
Населення — 89 осіб (2011).
У 1975-1998 роках село належало до Познанського воєводства.

## Демографія
Демографічна структура станом на 31 березня 2011 року:
|          | Загалом | Допрацездатний вік | Працездатний вік | Постпрацездатний вік |
| -------- | ------- | ------------------ | ---------------- | -------------------- |
| Чоловіки | 44      | 9                  | 28               | 7                    |
| Жінки    | 45      | 1                  | 28               | 16                   |
| Разом    | 89      | 10                 | 56               | 23                   |